# 프리피토엔 이인산
프리피토엔 이인산(영어: prephytoene diphosphate) 또는 프리피토엔 피로인산(영어: prephytoene pyrophosphate)은 카로티노이드의 전구물질이다.

## 같이 보기
- 카로티노이드